# Robert J. Grant
Pour les articles homonymes, voir Grant et Robert Grant.
Robert John Grant, né à Springville, en Nouvelle-Écosse, le 12 novembre 1862 et mort à Pasadena, en Californie, le 24 novembre 1949, est directeur de la Monnaie des États-Unis entre 1823 et 1833.

## Biographie

### Jeunesse
Robert J. Grant naît le 12 novembre 1862 à Springville, dans le comté de Pictou, en Nouvelle-Écosse, fils de Christy Grant et de Peter James Grant. Il y fréquente plusieurs écoles publiques.
Il s'installe aux États-Unis au début des années 1880 et est naturalisé américain peu après. À ses débuts, il travaille pour une imprimerie à Boston, tout en poursuivant ses études secondaires. Il est également écrivain et journaliste.

### Carrière dans les mines d'or
Dans sa Nouvelle-Écosse natale, il commence à travailler dans les mines de Stellarton, et la plus longue étape de sa carrière professionnelle aux États-Unis est celle de mineur. En 1892, il loue la mine Gold Bug en Arizona et, deux ans plus tard, il travaille dans une mine à Aspen, dans le Colorado,.
Entre 1886 et 1889, il est associé à la gestion d'autres établissements miniers, tels que la Portland Gold Mining Company, dans le Colorado, ou la W. S. Stratton Independent Mine. En 1904, il prend la direction de la Cosmopolitan Mine, une société britannique dans laquelle il a pour associé celui qui devient plus tard le président des États-Unis, Herbert Hoover,.
En dehors des États-Unis, Grant participe à des explorations minières au Mexique et en Afrique du Sud,.
Sa dernière activité dans le secteur minier est celle d'ingénieur à la Colorado Pure Lead Corporation, entre 1917 et 1921, dans le Colorado,.

### Directeur de la Monnaie

Robert J. Grant dans son bureau en 1923.

En 1921, le président Warren G. Harding le nomme surintendant de la Monnaie de Denver, et le président suivant, Calvin Coolidge, le nomme en novembre 1923 directeur de la Monnaie des États-Unis, poste qu'il occupe jusqu'en mai 1933,,. C'est sous son mandat que le gouvernement prend le contrôle des exportations d'or du pays.
Après avoir travaillé à la tête des finances publiques américaines, Grant se rend en Chine, où il est conseiller du gouvernement de ce pays sur les questions monétaires et de la Monnaie de Chine, et retourne aux États-Unis en 1941, en raison de son état de santé délicat,,,.
En 1933, il est honoré par une médaille émise par la Monnaie, conçue par John R. Sinnock.

## Vie privée
Il épouse Leslie Hauyden le 14 juin 1894.
Le 24 novembre 1949, Robert J. Grant meurt à Pasadena, en Californie,,,, à l'hôpital Las Encinas Sanitarium, des suites de la maladie qui le rongeait depuis 1942.